# Подсобное Хозяйство (Кунгурский район)
Подсобное Хозяйство  — посёлок в Кунгурском районе Пермского края, входит в состав Калининского сельского поселения.

## География
Посёлок находится в западной части Кунгурского района примерно в 5 километрах от села Калинино по прямой на северо-запад.

## Климат
Климат умеренно-континентальный с продолжительной снежной зимой и коротким, умеренно-тёплым летом. Средняя температура июля составляет +17,8 0С, января −15,6 0С. Среднегодовая температура воздуха составляет + 1,3°С. Средняя продолжительность периода с отрицательными температурами составляет 168 дней и продолжительность безморозного периода 113 дней. Среднее годовое количество осадков составляет 539 мм.

## История
Известно, что в 50-годы существовал как место ссылки спецпереселенцев, назывался Подсобное хозяйство психбольницы.

## Население
Постоянное население составляло 86 человек в 2002 году (98 % русские), 28 человек в 2010 году.